# سوار الهند
سِوَار الهند أو بَرْكَشْت (الاسم العلمي Helicteres isora)، نوع من الأشجار أو الجنبات الكبيرة، أعطانها في آسيا بما في ذلك شبه القارة الهندية ، جنوب الصين، شبه جزيرة الملايو، جاوة والسعودية. أيضًا، وجدت في أستراليا. تُلقح زهورها الحمراء بشكل رئيسي من قبل الطيور من فصيلة التميريات. وهي تمتلك مجموعة رائعة من الخصائص الغذائية والطبية. وتُستخدم الألياف اللحاء لصناعة الحبال. كما يزورها العديد من الفراشات وغشائيات الأجنحة.
أوراقها كاملة لا قياسية الارتكاز. أزهارها خنثوية ابطية الارتكاز نورية التجميع.